# Juicios contra funcionarios del gobierno de Jeanine Áñez
Los juicios contra funcionarios del gobierno de Jeanine Áñez, o denominado como Caso Golpe de Estado, es un caso desarrollado en Bolivia a finales de 2020 durante el gobierno sucesor, del presidente Luis Arce. El caso según Amnistía Internacional y la OEA tiene connotaciones políticas, ya que se da posteriormente a la crisis por la renuncia del presidente Evo Morales, en donde Arce fue ministro de economía, y la asunción de Jeanine Áñez como «presidente interino».
Altas autoridades que formaron parte del gobierno de Jeanine Áñez fueron enviadas a la Cárcel de San Pedro de la ciudad de La Paz con detención preventiva por la justicia boliviana, entre ellas se encuentran la misma Jeanine Añez, encarcelada desde el 16 de marzo de 2021 (recluida en el centro penitenciario femenino de Obrajes), así como también el ex ministro de Justicia y Transparencia Institucional Álvaro Coimbra Cornejo, el ex ministro de Energía Rodrigo Guzmán, el ex viceministro de Coordinación Gubernamental y gerente de Entel Eddy Luis Franco,  el viceministro de Justicia Guido Melgar y el ex director general de Migración Marcel Rivas. lo que provocó reacciones nacionales e internacionales, entre las que se encuentra la Unión Europea, las Naciones Unidas y los gobiernos de Brasil, Estados Unidos, Ecuador, Perú, etc. También desencadenó protestas opositoras.

## Contexto
Luego de la vuelta al poder del partido Movimiento Al Socialismo de Evo Morales, por parte del presidente Luis Arce, el nuevo gobierno comenzó a desmantelar los vestigios del anterior gobierno provisional de Jeanine Áñez. Como la derogación de varios y modificación de decretos presidenciales.
La administración Áñez también intento capturar a los miembros del gobierno de Evo Morales por «sedición y terrorismo», lo que llegó a originar una crisis de asilados simpatizantes, y un conflicto diplomático con los gobiernos izquierdistas de Argentina, España y México.

## Autoridades con detención preventiva

### Ministros detenidos

#### Álvaro Coimbra
El 12 de marzo de 2021, Álvaro Coimbra fue aprehendido por la policía boliviana cuando se encontraba en la ciudad de Trinidad. El ministerio Público lo acusa de terrorismo, sedición y conspiración. 
Se encontró detenido en la Cárcel de San Pedro de la ciudad de La Paz, desde marzo de 2021 y liberado en febrero de 2024 luego de haber permanecido en prisión durante 3 años.

#### Rodrigo Guzmán
Junto a Jeanine Áñez y Álvaro Coimbra, el exministro de Energías Rodrigo Guzmán Collao también fue detenido en Trinidad el 12 de marzo de 2021. Actualmente se encuentra en la cárcel de San Pedro de la ciudad de La Paz. 
Actualmente se encuentra en la Cárcel de San Pedro de la ciudad de La Paz, fue encarcelado en marzo de 2021 y liberado en febrero de 2024 luego de haber permanecido en prisión durante 3 años.

## Arrestos realizados por el FBI
Juicios realizados por el gobierno estadounidense
Arturo Murillo se encontraba en Miami como refugiado. Sin embargo, el exministro de Gobierno y allegados fueron detenidos entre el 25 y el 26 de mayo de 2021 por los delitos de lavado de dinero y corrupción tras una investigación realizada por el FBI a raíz del caso "Gases Lacrimógenos". Murillo guardó detención preventiva en una prisión federal de Miami. Tras comprobarse los hechos fue sentenciado a 5 años y 11 meses de prisión.
También fue detenido Sergio Méndez, exjefe de gabinete, quien fue deportado a Bolivia el 3 de abril de 2024, ni bien pisó suelo boliviano en el aeropuerto de Viru Viru fue detenido y trasladado a La Paz, donde un juez lo envió a la cárcel con detención preventiva, en el marco de la denuncia que pesa en su contra por corrupción.

## Juicios

### Presidente

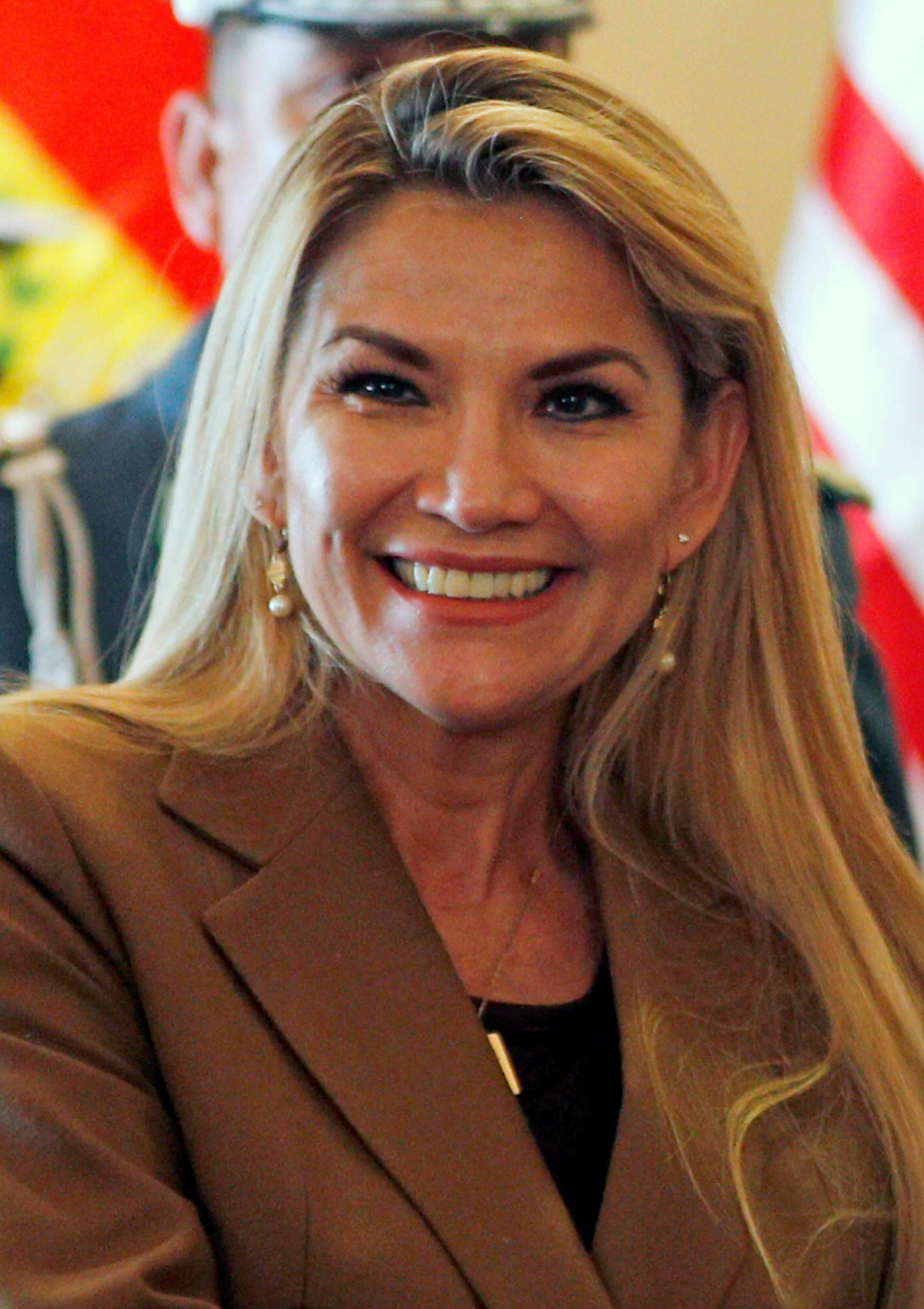
La ex-presidenta de Bolivia Jeanine Áñez Chávez, actualmente se encuentra con detención preventiva en la Cárcel Femenina de Miraflores de la ciudad de La Paz desde el 12 de marzo de 2021, acusada de haber cometido los delitos de terrorismo, sedición, conspiración, incumplimiento de deberes y resoluciones contrarias a la constitución.

El 12 de marzo de 2021, la ex presidenta constitucional, Jeanine Áñez Chávez, fue detenida  por la policía boliviana en la ciudad de Trinidad y llevada inmediatamente a la ciudad de La Paz para ser luego ser enviada a la Cárcel Femenina de Miraflores.
El Ministerio Público de Bolivia (Fiscalía General) acusa a Áñez de haber cometido los delitos de terrorismo, sedición y conspiración por los hechos sucedidos en noviembre del año 2019.
En cambio, la Procuraduría General del Estado de Bolivia, acusa a Áñez de haber cometido los delitos de incumplimiento de deberes y resoluciones contrarias a la constitución política del estado.
El 15 de julio de 2021, la fiscalía boliviana aumentó el delito de genocidio a la acusación de Áñez.

### Miembros de las Fuerzas Armadas
Los juicios iniciaron el 12 de noviembre de 2020 con la orden de captura de Williams Kaliman, comandante de las Fuerzas Armadas de Bolivia que le «sugiriera» en 2019 al entonces presidente Evo Morales a dimitir de su cargo, luego que la ya debilitada administración de Morales se viera sin apoyo popular en el marco de las protestas contra él de 2019, ni de las fuerzas armadas por el presunto fraude electoral por parte de Morales para un nuevo mandato.
La Fiscalía boliviana ya dentro del gobierno de Luis Arce ordenó la detención del militar Alfredo C. M. por decisión de la fiscal Lizeth Martínez; C. M. es el líder del Comando Estratégico de Operaciones del Ejército de la región central de Cochabamba y estaría implicado en la masacre de Sacaba. La aprehensión del militar dio inicio a los casos sobre la actuación y desarrollo de la administración Áñez en las protestas en contra suya de noviembre de 2019.
El 11 de marzo fue también detenido el almirante Flavio Gustavo Arce que ostentaba el cargo de jefe del Estado Mayor durante la gestión del comandante de las Fuerzas Armadas Williams Kaliman.
El 16 de marzo se detuvo al general Jorge Pastor Mendieta, sin una orden anticipada cuando asistió voluntariamente a la fiscalía sin haber sido citado previamente.

### Funcionarios públicos

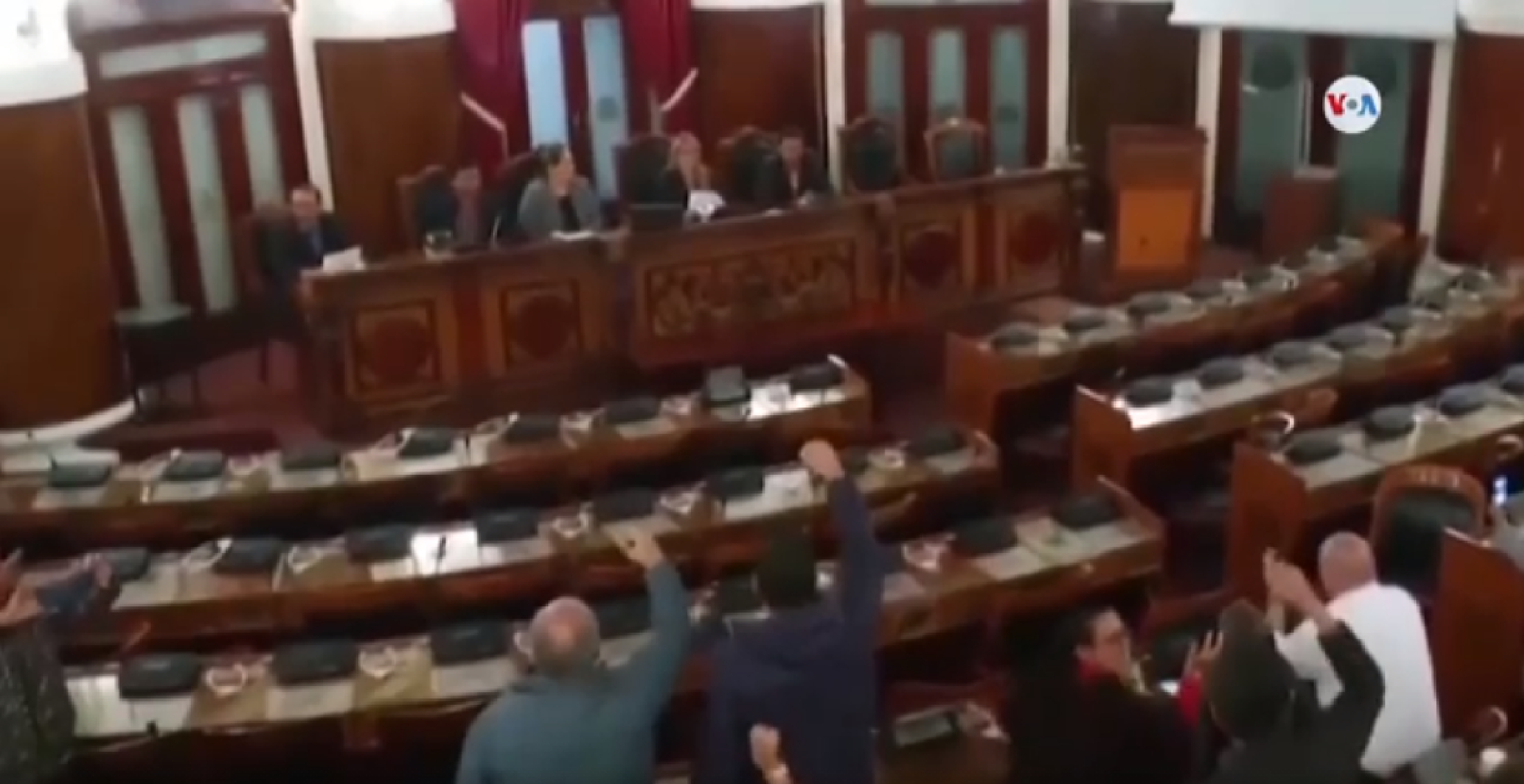
Asambleístas de la oposición boliviana en el hemiciclo camaral durante la toma de mando de Jeanine Áñez

El 26 de noviembre de 2020, la exdiputada Lidia Patty del MAS presentó ante el Ministerio Público una acusación formal a la administración Áñez, sus ministros, sus militares y fuerzas policiales por lo acontecido en 2019.
Los juicios iniciaron en marzo de 2021, teniendo como principal protagonista a la expresidente interina Jeanine Áñez, que fue ordenada el 14 de marzo por orden de la jueza novena de Instrucción en lo Penal de La Paz Regina Santa Cruz para ponerla bajo prisión preventiva, su detención se llevó a cabo el 15 de marzo y mantenida bajo custodia en la Fuerza Especial de Lucha Contra el Crimen hasta su traslado al Centro de Orientación Femenina de Obrajes en La Paz mediante prisión preventiva por cuatro meses. Así mismo los ministros Coimbra y Guzmán a la Cárcel de San Pedro; los tres fueron acusados de «sedición, terrorismo y conspiración» en el caso denominado como «Caso Golpe de Estado» en referencia a la crisis de 2019.
También existe orden de captura contra los exministros Yerko Núñez (Presidencia), Arturo Murillo (Gobierno) y Fernando López (Defensa); Añez y varios de sus entonces ministros también fueron demandados ante la Asamblea Legislativa Plurinacional, siendo la principal demanda los 327,2 millones de dólares contraídos con el Fondo Monetario Internacional (FMI) y que el gobierno de Arce canceló.
El 20 de marzo de 2021 la prisión preventiva de Áñez fue elevada a seis meses. Luego fue trasladada al penal de mujeres de Miraflores. El director general de Régimen Penitenciario, Juan Carlos Limpias comunicó que la expresidente será supervisada por un equipo médico verificado por la ONU.

#### Asilo
El ministro de Justicia del gobierno de Arce, Iván Lima, comunicó que Áñez está siendo juzgada bajo el cargo de exsenadora y no de expresidenta, el ministerio de Justicia y Transparencia Institucional descargó cuatro juicios penales contra los funcionarios del gobierno de Áñez al Ministerio Público.
La exministra de Comunicación Roxana Lizárraga solicitó refugio al gobierno del Perú y la de Medio Ambiente y Agua María Elva Pinckert, al de Brasil.
El exministro Yerko Nuñez se «declaró en la clandestinidad».
Luis Fernando López y Arturo Murillo huyeron de Bolivia tras la posesión de Luis Arce y se encuentran como refugiados políticos en los Estados Unidos.

### Activistas

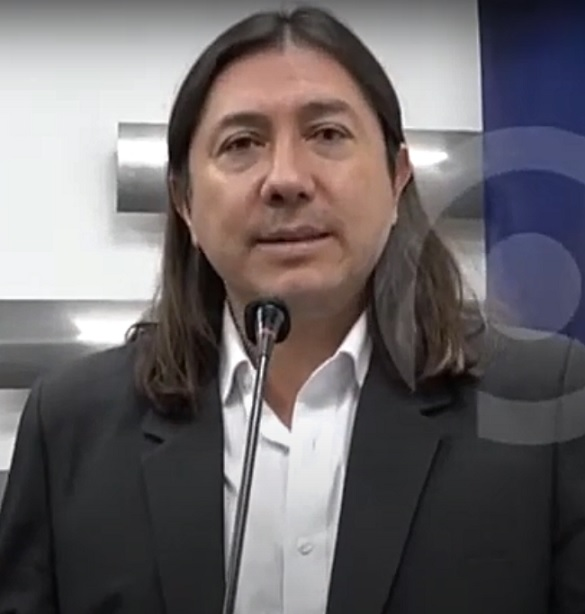
Marcel Rivas Falón ex Director General de Migración de Bolivia (2019-2020) fue encarcelado en noviembre de 2020 y liberado en abril de 2024, luego de haber permanecido en prisión durante 3 años y 5 meses.

El 30 de octubre de 2020 Mario "Tonchi" Bascopé, activista de la Resistencia Juvenil Cochala, fue detenido. El 13 de marzo de 2021, la Policía detuvo por primera vez al Yassir Molina, líder de la organización. La RJC participó activamente en las protestas dando apoyo y evitando asaltos y ataques de sectores sociales afines a Evo Morales contra la ciudad de Cochabamba. También protagonizaron un presunto ataque contra una mujer de pollera en la Plazuela de Cala Cala en 2019; ataques contra la gobernadora Esther Soria y el alcalde José María Leyes durante la fase final del confinamiento; y un ataque vandálico contra las instalaciones de la Fiscalía General del Estado en Sucre exigiendo la renuncia de Juan Lanchipa en 2020. La jueza Ximena Mendizabal revocó la detención de Molina por falta de pruebas. Sin embargo, se revocó la libertad irrestricta dada por acción de la jueza Mendizabal y se procedió a arrestar por segunda vez a Molina y detenerlo por 6 meses en la capital.
El 18 de mayo de 2021 la Fiscalía emitió una orden de aprehensión contra la activista y periodista Melissa Ibarra.

### Otros presuntos implicados
El ministro del interior, Iván Lima, informó que no existe la posibilidad de acusar penalmente a los senadores Eva Copa y Sergio Choque, que ocuparon la presidencia de las cámaras legislativas durante el gobierno interino de Jeanine Áñez, pese a que algunos sectores del MAS solicitaron hacerlo.

## Reacciones

### Nacionales

#### Oficialismo
- El presidente Luis Arce mediante su cuenta oficial de Twitter denunció que «la derecha busca desinformar con mentiras. Este año hemos programado una inversión pública de 4.000 millones de dólares» en referencias a las manifestaciones por el encarcelamiento de Áñez.[41] En otra oportunidad fue más directo y expresó que a él y a su gobierno «no nos mueve el odio, no nos mueve la venganza, lo que nos mueve es un afán inquebrantable de justicia en el país.»[42]

- El expresidente Evo Morales mediante su cuenta oficial de Twitter expresó que «por justicia y verdad para las 36 víctimas fatales, los más de 800 heridos y más de 1,500 detenidos ilegalmente en el golpe de Estado. Que se investigue y sancione a los autores y cómplices de la dictadura que saqueó la economía y atentó contra la vida y la democracia en Bolivia.»[43]

#### Oposición
- La expresidente Jeanine Áñez mediante su cuenta oficial de Twitter que denuncia «...ante Bolivia y el mundo que en un acto de abuso y persecución política el gobierno del MAS me ha mandado arrestar. Me acusa de haber participado en un golpe de Estado que nunca ocurrió. Mis oraciones por Bolivia y por todos los bolivianos.»[44]

- El expresidente Jorge Tuto Quiroga durante una entrevista con un medio de noticias boliviano expresó que el gobierno intenta «criminalizar la sucesión constitucional”» presidencial y «poniendo en riesgo su propia legitimidad porque si lo que hubo fue golpe y no sucesión constitucional Jeanine Áñez, Eva Copa, el Congreso, Salvador Romero y los seis vocales nacionales, y todos los departamentales fueron ilegítimos, además de las leyes, convocatorias y todos los comicios fueron ilegales. La conclusión lógica sería que el mando de Luis Arce no tiene validez y que habría que retroceder a octubre de 2019 y reponer el Congreso y Evo Morales».[45]

- El expresidente Carlos Mesa expresó en una conferencia en La Paz que «este no es un problema jurídico, es un problema político que marca la decisión del Gobierno de Luis Arce-Evo Morales de llevar a Bolivia al modelo venezolano» y la «necesidad de apoyar los mecanismos democráticos de defensa de los valores y derechos ciudadanos, ya que la democracia boliviana es la que está en juego».[46]

### Internacionales
- Estados Unidos: El gobierno del presidente Joe Biden, mediante Julie Chung, la encargada de Latinoamérica en el Departamento de Estado expresó que « defender todos los derechos civiles y las garantías del debido proceso de la Convención Americana sobre Derechos Humanos y los principios de la Carta Democrática Interamericana.»[7]

- Brasil: El gobierno del presidente Jair Bolsonaro comunicó que expresa «su preocupación» ante lo sucedido en Bolivia y «espera que el Estado de derecho sea plenamente respetado en Bolivia en el proceso contra la expresidenta y otras autoridades».[6]

- Ecuador: El presidente Lenin Moreno mediante su cuenta oficial de Twitter expresó que «la independencia de las funciones del Estado es el símbolo y garantía de la democracia. Ecuador hace un llamado para que la política no intervenga en la justicia de los países latinoamericanos.»[8]

- Perú: La cancillería del gobierno del Perú informó que recibió formalmente el pedido de asilo de Roxana Lizárraga.[9] El gobierno peruano también comunicó que el pedido de refugio fue recibido junto a otro de la activista venezolana María Molina que fungía como Ministra Consejera en la Embajada de Venezuela en Bolivia que había denunciado vínculos entre la embajada venezolana de Nicolás Maduro y el gobierno de Morales.[9][47]

- Argentina: El presidente Alberto Fernández dijo que el secretario general de la OEA «debe dar un paso al costado» y además «Evo Morales sufrió un golpe de Estado».[48]

- Cuba: El canciller del gobierno de Cuba, Bruno Rodríguez Parrilla, calificó de «hipócrita» la postura de la OEA sobre Áñez y aseguró que no se debe intervenir en los asuntos bolivianos internos.[49]

- México: La cancillería de México reprochó a la OEA y expresó que «con el principio de no intervención, el gobierno de México exhorta a la secretaría general de la OEA a retomar su papel en el entramado interamericano. Está en el interés de la estabilidad regional que la Organización actúe dentro de su propio marco institucional en ésta y en futuras situaciones».[50]

- Oposición venezolana: La coalición de Juan Guaidó exigió la liberación inmediata de Áñez, abogando «para que la comunidad internacional contribuya a ejercer presión.»[51]

- Exmandatarios de España e Iberoamérica mediante la Iniciativa Democrática de España y las Américas denunciaron la detención «arbitraria» de Áñez y solicitaron que organismos supranacionales «aborden con celeridad la situación e informen a los gobiernos de los organismos multilaterales que representan», la lista está conformada por: José María Aznar (España), Óscar Arias, Rafael Ángel Calderón, Miguel Ángel Rodríguez y Laura Chinchilla (Costa Rica), Nicolás Ardito Barletta, Ernesto Pérez Balladares y Mireya Moscoso (Panamá), Enrique Bolaños (Nicaragua), Felipe Calderón y Vicente Fox (México), y Alfredo Cristiani (El Salvador), Eduardo Frei Ruiz-Tagle (Chile), César Gaviria y Andrés Pastrana (Colombia), Lucio Gutiérrez, Jamil Mahuad y Osvaldo Hurtado (Ecuador), Julio María Sanguinetti y Luis Alberto Lacalle Herrera (Uruguay), Mauricio Macri (Argentina), Jorge "Tuto" Quiroga (Bolivia), y Juan Carlos Wasmosy (Paraguay).[52]

### Organizaciones
- Organización de las Naciones Unidas: El Secretario General de las Naciones Unidas (ONU), António Guterres, mediante un comunicado pidió «respetar las garantías del debido proceso y la plena transparencia en todos los procedimientos judiciales».[53]

- Unión Europea: La Unión Europea (UE), mediante el Servicio Europeo de Acción Exterior, calificó de «acontecimientos preocupantes que seguimos de cerca» al juicio y arresto de Áñez y sus exministros.[54]

- Organización de los Estados Americanos: La Secretaría General de la Organización de Estados Americanos (OEA), Luis Almagro, pidió la liberación de todos los detenidos «hasta contar con procesos y mecanismos imparciales para determinar responsabilidades.» amparándose en el artículo 3 de la Carta Democrática Interamericana y pidió la formación de una comisión internacional para investigar casos de corrupción en los gobiernos de Morales y de Áñez.[8]

- Amnistía Internacional (AI) en un comunicado oficial publicó que «lamentablemente las detenciones de Jeanine Áñez y otros exfuncionarios del gobierno interino, sumado al Decreto Supremo 4461 que concede indulto o amnistía a personas simpatizantes del MAS, parecen continuar con un patrón de uso parcial de la justicia que contribuye a perpetuar la impunidad para las violaciones a los derechos humanos. Amnistía Internacional ha venido denunciando durante décadas esta crisis de impunidad en Bolivia, que solo podrá revertirse con una justicia auténticamente independiente e imparcial».[3]

- Human Rights Watch (HRW) en un comunicado informó que no existen pruebas suficientes para el arresto de Áñez.[55]

- Comisión Interamericana de Derechos Humanos (CIDH) en un comunicado oficial publicó que «reitera que los procesos judiciales, incluyendo aquellos iniciados por la posible comisión de delitos contra el orden constitucional interno deben realizarse con irrestricto apego a los estándares interamericanos.»[56]